# Bioburden
De bioburden is de mate van microbiologische besmetting van een voorwerp vóór sterilisatie. Bij de bioburden-test wordt het aantal kiemen geteld en de soort microbiologische besmetting bepaald die na reiniging en desinfectie overblijft vóór sterilisatie. De bioburden moet onder een bepaalde limiet liggen voor een goede sterilisatie. De bioburden wordt ook vastgesteld bij farmaceutische producten om de steriliteit van het productieproces te bepalen.